# Рефінансування
Рефінансування, роловер (Roll-over) —

1. Випуск нових облігаційних позик основного боргу за позиками, випущеними раніше.
2. Рефінансування — це процес здійснення банком активних операцій (кредитних вкладень) за рахунок позик, отриманих в інших банках.
3. Цей термін також використовується у значенні пролонгації кредиту; як правило, шляхом видачі нової позики замість старої або обміну старих облігацій на нові, тобто продовження терміну позики або збільшення суми, що її може отримати позичальник.
4. Під рефінансуванням також розуміють забезпечення центральним банком комерційних банків додатковими резервами на кредитній основі, тобто запозиченими резервами. Ініціаторами рефінансування виступають комерційні банки. Вони звертаються до центрального банку у разі вичерпання можливостей поповнити свої резерви з інших джерел. Рефінансування можна розглядати як процес відновлення ресурсів комерційних банків, які були вкладені у позички, боргові цінні папери та інші активи.
5. Рефінансуванням можна також назвати процедуру консолідації декількох кредитів в один, з істотним зменшенням ефективної відсоткової ставки [1]